# Linaria
Linaria é um género botânico pertencente à família Plantaginaceae. Tradicionalmente este gênero era classificado na família das    Scrophulariaceae.
As plantas deste gênero são nativos das regiões temperadas da Europa, norte da África e Ásia. Uma grande diversidade de espécies é encontrada na região do Mediterrâneo.

## Sinonímia
Nanorrhinum Betsche,
Pogonorrhinum Betsche ,
Trimerocalyx ( Murb. ) Murb.

## Espécies
Gênero composto por 574 espécies. Espécies seleccionadas:
Espécies de Linaria :
| - Linaria aeruginea - Linaria algarviana - Linaria alpina - Linaria amethystea - Linaria amoi - Linaria angustissima - Linaria anticaria - Linaria arenaria - Linaria arvensis - Linaria badalii - Linaria biebersteinii - Linaria bipartita - Linaria bipunctata - Linaria bungei - Linaria buriatica - Linaria caesia - Linaria capraria - Linaria cavanillesii - Linaria chalepensis - Linaria clementei - Linaria coutinhoi - Linaria cretacea - Linaria debilis - Linaria depauperata - Linaria diffusa - Linaria elegans - Linaria faucicola - Linaria ficalhoana - Linaria filicaulis - Linaria flava | - Linaria genistifolia - Linaria glacialis - Linaria glauca - Linaria hellenica - Linaria heterophylla - Linaria hirta - Linaria huteri - Linaria incarnata - Linaria incompleta - Linaria imzica - Linaria japonica - Linaria kulabensis - Linaria lamarckii - Linaria latifolia - Linaria laxiflora - Linaria lilacina - Linaria loeselii - Linaria longicalcarata - Linaria macroura - Linaria maroccana - Linaria micrantha - Linaria microsepala - Linaria nevadensis - Linaria nigricans - Linaria nivea - Linaria oblongifolia - Linaria odora - Linaria oligantha - Linaria pedunculata - Linaria pelisseriana | - Linaria peloponnesiaca - Linaria pinifolia - Linaria platycalyx - Linaria propinqua - Linaria pseudolaxiflora - Linaria purpurea - Linaria reflexa - Linaria repens - Linaria reticulata - Linaria ricardoi - Linaria sabulosa - Linaria sagittata - Linaria saturejoides - Linaria saxatilis - Linaria simplex - Linaria spartea - Linaria supina - Linaria thibetica - Linaria thymifolia - Linaria tonzigii - Linaria triornithophora - Linaria triphylla - Linaria tristis - Linaria uralensis - Linaria ventricosa - Linaria verticillata - Linaria viscosa - Linaria vulgaris - Linaria yunnanensis |

## Nome e referências
Linaria Mill., 1754.